# Maurice Dunand
Maurice Dunand, (n. y m. en Loisin, Alta Saboya, Francia,  4 de marzo de 1898 – 23 de marzo de 1987) fue un arqueólogo francés especializado en el Próximo Oriente Antiguo. 

## Biografía
Dunand fue director de la Misión Arqueológica Francesa en Líbano muchos años. Excavó en Biblos de 1924 a 1975.
Publicó el silabario de Biblos en su monografía Byblia Grammata en 1945. Sobre el Neolítico del Líbano, lo dividió en tres etapas sobre la base de los niveles de estratificación de Biblos.
A partir de 1963, excavó a fondo el sitio del Templo de Eshmún cerca de Sidón. 
Estando en el ejército francés, participó en las campañas de 1919 a 1923, durante el mandato francés de Siria y Líbano, descubriendo el Levante, al que dedicó su vida.
Cuando terminó el servicio militar, estudió Arqueología en la Escuela del Louvre, después graduarse en la Ecole Pratique des Hautes Études. Terminará su formación en la Escuela Bíblica de Jerusalén entre 1924 y 1925. 
Su experiencia de campo comienza rápidamente, primero en Palmira en 1924 bajo la dirección de Harald Ingholt (1896-1985) y después en Biblos en la última campaña egiptólogo Pierre Montet de (1885-1966). Sus actividades se centraron también en el Hauran y Djebel Druze con la reorganización Museo Soueida en 1926. 
Participó en varias expediciones con grandes nombres de la Arqueología del Próximo Oriente: con el jesuita Antoine Poidebard (1878-1955) en Djezireh, y con François-Thureau-Dangin (1872-1944) en Arslan Tash y Tell Ahmar. 
La mayor parte de su tiempo lo pasó en Fenicia, tras los pasos de Ernest Renan (1823-1892), creador de la famosa Misión de Fenicia. 
Con la ayuda de su esposa, Mireille Dunand, experimentó un método arqueológico pionero para la época, que consistía en cortar la superficie en una cuadrícula de 10 metros de lado (una estación), buscando en cada estación por capas sucesivas de 20 centímetros.  
Así es como excavó Biblos, no como hasta ese momento se hacía, que se buscaba el objeto bello, sino una recopilación sistemática y objetiva de datos. Mireille Dunand, tuvo una excelente formación en matemáticas y su ayuda fue muy valiosa para Maurice Dunand. Su método permitió la excelente conservación del Templo de los Obeliscos de Biblos.
En 1937, Jean Lauffray participa como arquitecto de la misión, y será una figura clave en la conservación de los fondos documentales de Dunand.
El Fondo Dunand está compuesto en su mayor parte de archivos científicos, el 90% sobre Biblos. Además de los documentos procedentes de las excavaciones de Biblos, también hay que mencionar que el Fondo Dunand incluye escritos en otros sitios como Bustan el Sheikh (Eshmún), Sidón, Oum el Ahmed (Aleppo), Amrith (puerto de Siria), Tell Kazel (Sumur, Simyra o Zemar), Til Barsip (Tell Ahmar, Arslan Tash), Jabal al-Druze y el Haurán. 
Los documentos se los llevó consigo Dunand cuando abandonó Líbano por la guerra en 1975, yéndose a la Universidad de Ginebra, donde han estado en el Centro de Estudios sobre Medio Oriente Antiguo de la Universidad de Ginebra hasta 2010, cuando fueron devueltos al Líbano.